# 杨显东

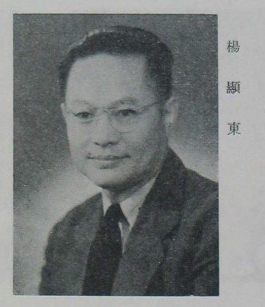

杨显东（1902年11月23日—1998年10月20日），男，湖北沔阳人，中国棉花专家、农学家、农业行政管理专家、社会活动家。

## 生平
1923年考人南京金陵大学农科，主攻棉花和蚕桑专业。1927年夏毕业后，在河南训政学院任教。1928年，任湖北省棉业试验场技士兼代场长。1934年赴美国康乃尔大学留学，1937年获博士学位。
1937年，离美途经苏联考察后回国，同年11月参加革命。与陶铸等在湖北应城汤池举办农村合作人员训练班。1938年在襄阳举办鄂北棉业讲习所，1939年在谷城举办茨河手纺织训练所。以后又任国民政府经济部农本局特派员兼福生总庄樊城分庄主任、行政院农产促进委员会湖北推广专员、四川省农业改进所技正，以及重庆美国经济作战局农业顾问等职。1945年10月，任国民政府行政院善後救濟總署湖北分署副署长、代署长。1948年，任上海粮食紧急购储会特别顾问。期间利用自己的特殊身份，为新四军和解放军筹集经费、输送物资。
1949年，任武汉大学农学院院长。同年9月，赴北京任农业部副部长，任此职长达40年，为提高棉花产量和质量做出了贡献。1956年加入中国共产党。曾任中国科学技术协会副主席，中国农学会会长、名誉会长。1980年3月15日，中国科学技术协会第二次全国代表大会在北京召开，会议选出第二届全国委员会，其被选为副主席。1986年6月，中国科学技术协会第三次全国代表大会在北京召开，选举产生第三届全国委员会。6月28日，第三届全国委员会第一次会议召开，推举其为荣誉委员。

## 家族
父亲杨介康，光绪十八年（1892年）进士，曾任新会知县。叔父杨会康，曾任民国政府代理湖北省省长。堂兄杨潮、堂妹杨刚均是记者。堂外甥女郑光迪曾任中华人民共和国交通部副部长。
儿子杨元惺，是国务院副总理刘延东的丈夫。